# 紫荆
紫荆（学名：Cercis chinensis），又名裸枝树（中国主要植物图说）、紫珠（本草拾遗），为豆科紫荆属的植物。

## 形态

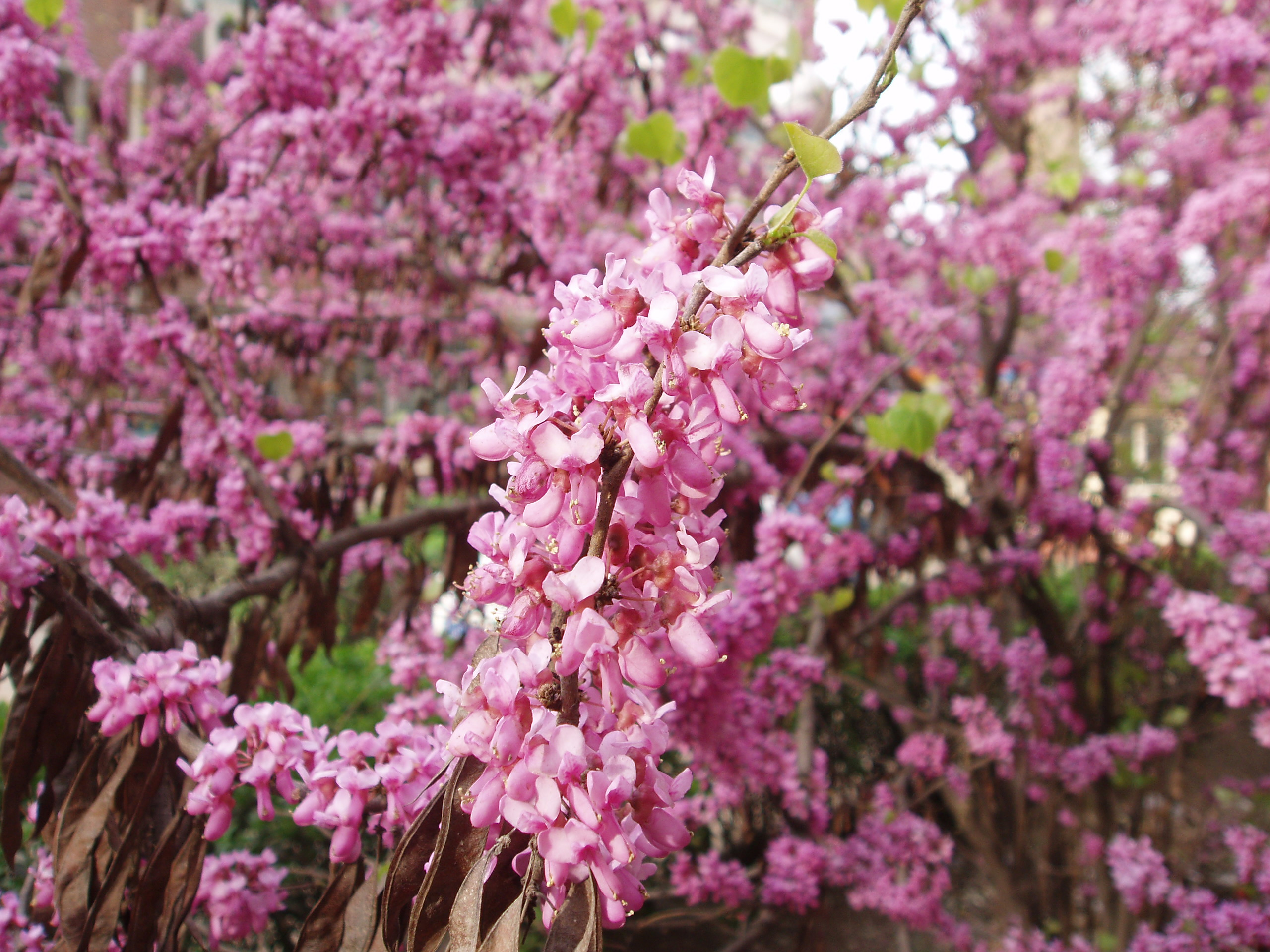
紫荆花枝

落叶乔木，高達15米，胸徑50厘米，但一般作為灌木或小喬木栽植，有變種垂花紫荆花，大為粉红色；黄山紫荆花為粉红或乳白色。
叶近圓形，长6－14厘米，葉端急尖，葉基心型，全缘，兩面無毛。

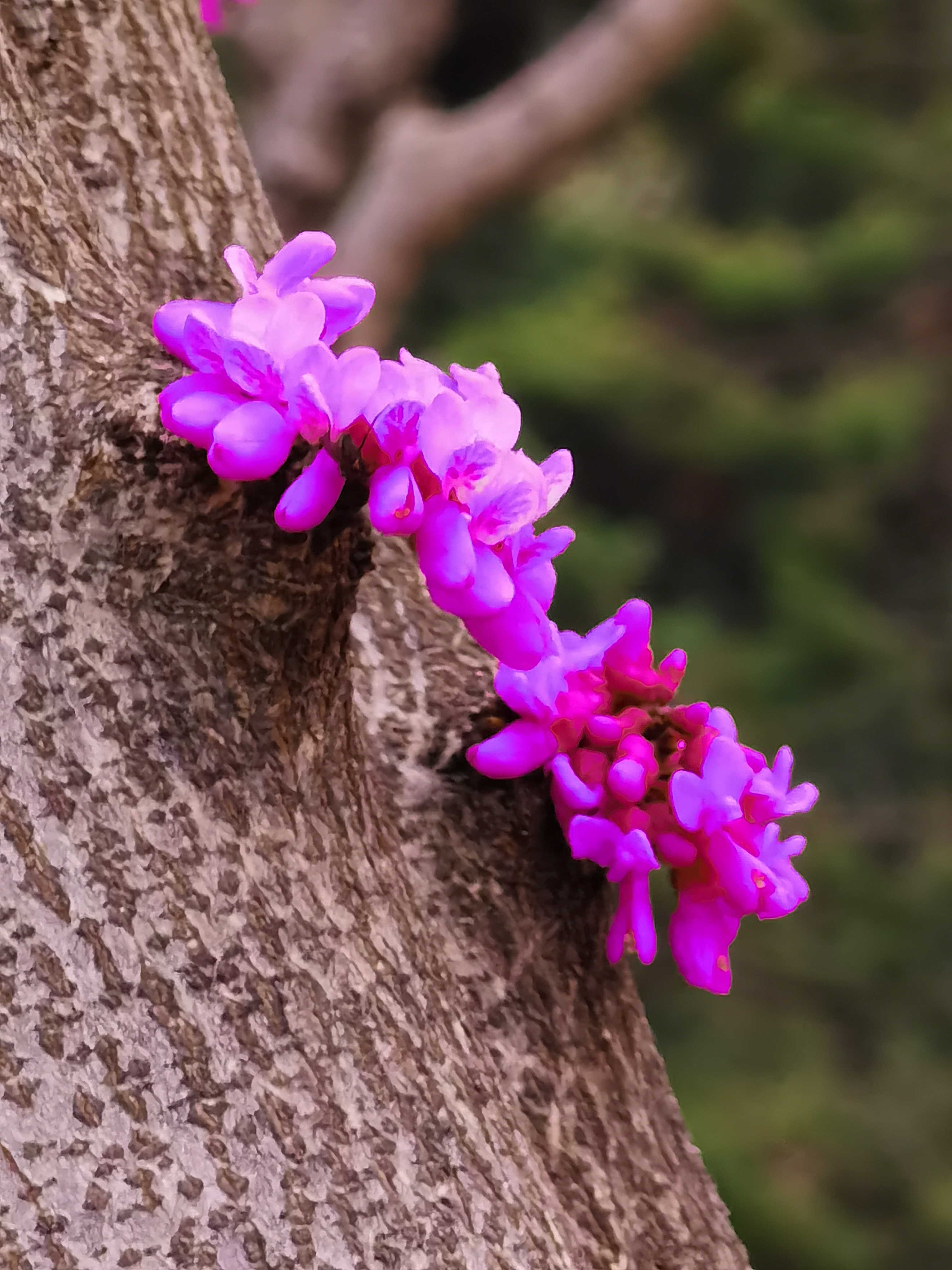
老枝上的紫荆花

花4－10朵簇生于老枝上。
莢果長5－14厘米，沿腹縫線有窄翅。
花期4月，葉前開放；果10月成熟。

## 分布
中国的特有植物，分布于湖北西部、辽宁南部、河北、陕西、河南、甘肃、广东、云南、四川、广西、山东、江苏、浙江等地，生长于海拔150米至1,400米的地区。

## 标志
北京的清华大学校花是紫荆花和丁香花，但通常也仅指紫荆花，这是由于紫荆花与校旗、校色的颜色一致，也是由于紫荆花在4月校庆日前后盛开。

## 名称混淆
洋紫荊是香港法定代表花卉。在《香港基本法》中，市花洋紫荊的「洋」字被略去而称为“紫荆花”，中國大陆媒体也依照“紫荆花”来宣传，故中國大陆民眾多称香港市花为「紫荊花」，与一般意义上的“紫荆花”相混淆。

## 外部連結
- 紫荊, Zijing （页面存档备份，存于） 藥用植物圖像數據庫（香港浸會大學中醫藥學院） （繁體中文）（英文）
- 洋紫荊被去洋化變紫荊花 學者：兩品種極大分別 香港01 （繁體中文）

## 延伸阅读
[在维基数据编辑]
 《欽定古今圖書集成·博物彙編·草木典·荊部》，出自陈梦雷《古今圖書集成》
 《欽定古今圖書集成·博物彙編·草木典·紫荊部》，出自陈梦雷《古今圖書集成》
 《植物名實圖考·紫荊》，出自吳其濬《植物名實圖考》